# Легро, Жан-Себастьян
Жан-Себастьян Легро́ (фр. Jean-Sébastien Legros; 16 февраля 1981, Льеж, Бельгия) — бельгийский футболист, полузащитник.

## Биография
В 2001 году начал выступления за клуб «Эйпен» из одноимённого города. В команде выступал на протяжении двух лет и провёл 33 матча. Затем выступал за клубы «Спа» и «Кельмис». С 2007 года по 2010 год выступал за «Льеж». В сезоне 2007/08 вместе с командой стал победителем третьего дивизиона Бельгии и вышел во второй дивизион. Всего за команду провёл 77 матчей, в которых забил 20 мячей.
После того как «Льеж» в сезоне 2009/10 вылетел обратно в третий дивизион Легро перешёл в «Визе». В сезоне 2010/11 вместе с командой занял 4 место во втором дивизионе Бельгии. В этом сезоне он сыграл в 35 матчей и забил 4 гола.
Летом 2011 года подписал контракт с люксембургским клубом «Ф91 Дюделанж». 28 июня 2011 года дебютировал в еврокубках, в первом квалификационном раунде Лиги чемпионов, в выездном матче против андоррской «Санта-Коломы» (0:2), Легро открыл счёт в матче на 57 минуте, забив в ворота Рикардо Фернандеса. Этот забитый гол стал первым в розыгрыше Лиги чемпионом в сезоне 2011/12. Ответный матч состоялся 5 июля 2011 года в Люксембурге на стадионе «Йос Носбаум», «Ф91 Дюделанж» вновь выиграл (2:0) и по сумме двух матчей вышел в следующий раунд. Во втором раунде клубу попался словенский «Марибор», в первой встрече команда уступила (2:0). Во второй игре Легро участие не принял из-за двух жёлтых карточек полученных в предыдущих матчах. Домашняя встреча также закончилась поражение (3:1) и команда покинула турнир.

## Достижения
- Чемпион Люксембурга (1): 2011/12
- Победитель третьего дивизиона Бельгии (1): 2007/08

## Семья
Кроме него в семье есть младший брат Гийом (1982), он также футболист. Вместе с братом Жан-Себастьян выступал за «Эйпен», «Спа», «Кельмис», «Льеж» и «Визе».